# Кен Паркер (списак епизода)
Стрип серијал Кен Паркер почео је да излази у бившој Србији и Југославији у Лунов магнус стрипу. Прва епизода објављена је у ЛМС-301, која је изашла 21. априла 1978. год. До 1989. године, објављено је првих 58 епизода. (Прескочена је епизода #23 Краљица Мисурија, која до данас није објављена у Србији.)
Након тога следи велика пауза, те се серијал наставља 2003. године у издању издавачке куће ”System Comics”, који почиње да објављује тамо где је Лунов магнус стрип стао. ”System Comics” је до 2007. године објавио до тада све епизоде у 22 свеске, закључно са 87. епизодом Бакарно лице, која је оригинално објављена 1998. године. (Милацо је после дуже паузе последњу епизоду серијала нацртао тек 2015. године.) Свеске ”System Comicsa” нису биле цензурисане и имале су оригиналне (Милацове) насловне стране.
Крајем 2017. године стрипарница Darkwood је почела да објављује цео серијал од самог почетка. У свакој свесци објављено је по две епизоде. До краја 2019. год. репризирано је првих 16 епизода.
- Кен Паркер - списак епизода Лунов Магнус стрип (1978-1989)
- Кен Паркер - списак епизода System Comics (2003-2007)
- Кен Паркер - списак епизода Darkwood (2017-2019)
- Кен Паркер - списак и редослед оригиналних епизода (1977-2015)